# Gharrous
Gharrous è un comune dell'Algeria, situato nella provincia di Mascara.